# Eldskinnbaggar
Eldskinnbaggar (Pyrrhocoridae) är en familj i insektsordningen halvvingar. Familjen innehåller omkring 400 kända arter, varav de flesta finns i de varmare delarna av världen. I Sverige finns en art, eldlusen eller Pyrrhocoris apterus.
Flertalet arter har en kroppslängd på mellan 8 och 30 millimeter och många har en klar färgteckning i svart, rött, vitt eller gult. Mundelarna är stickande och sugande. 
De flesta arter lever på växtsaft från olika växtdelar och några arter är kända som skadedjur, bland annat på bomull. En del arter har dock ett mer blandat födoval och kan även angripa små mjukhudade insekter eller andra ryggradslösa djur.
Eldskinnbaggar har liksom andra halvvingar ofullständig förvandling och genomgår utvecklingsstadierna ägg, nymf och imago. 

## Galleri

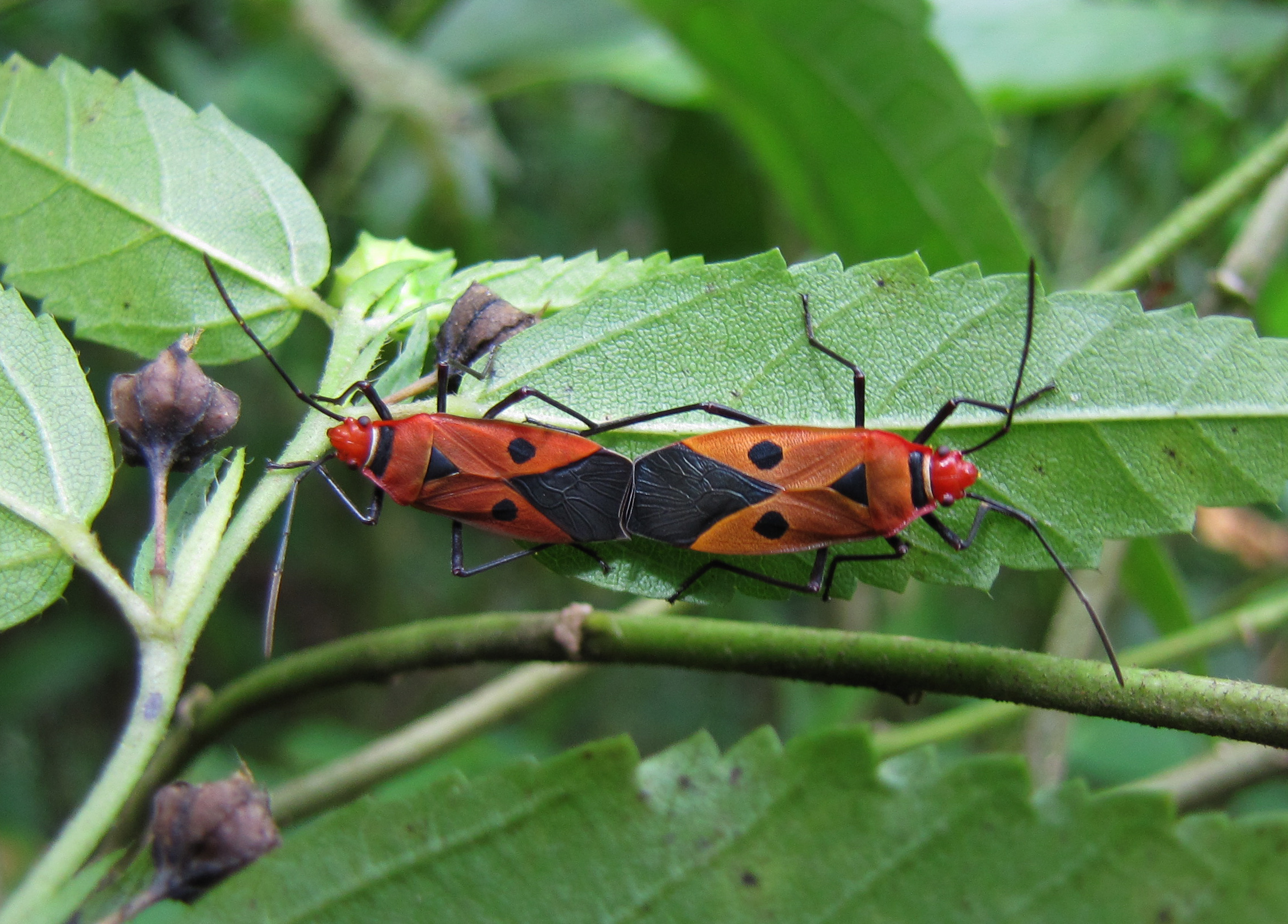
Dysdercus sp., Indien
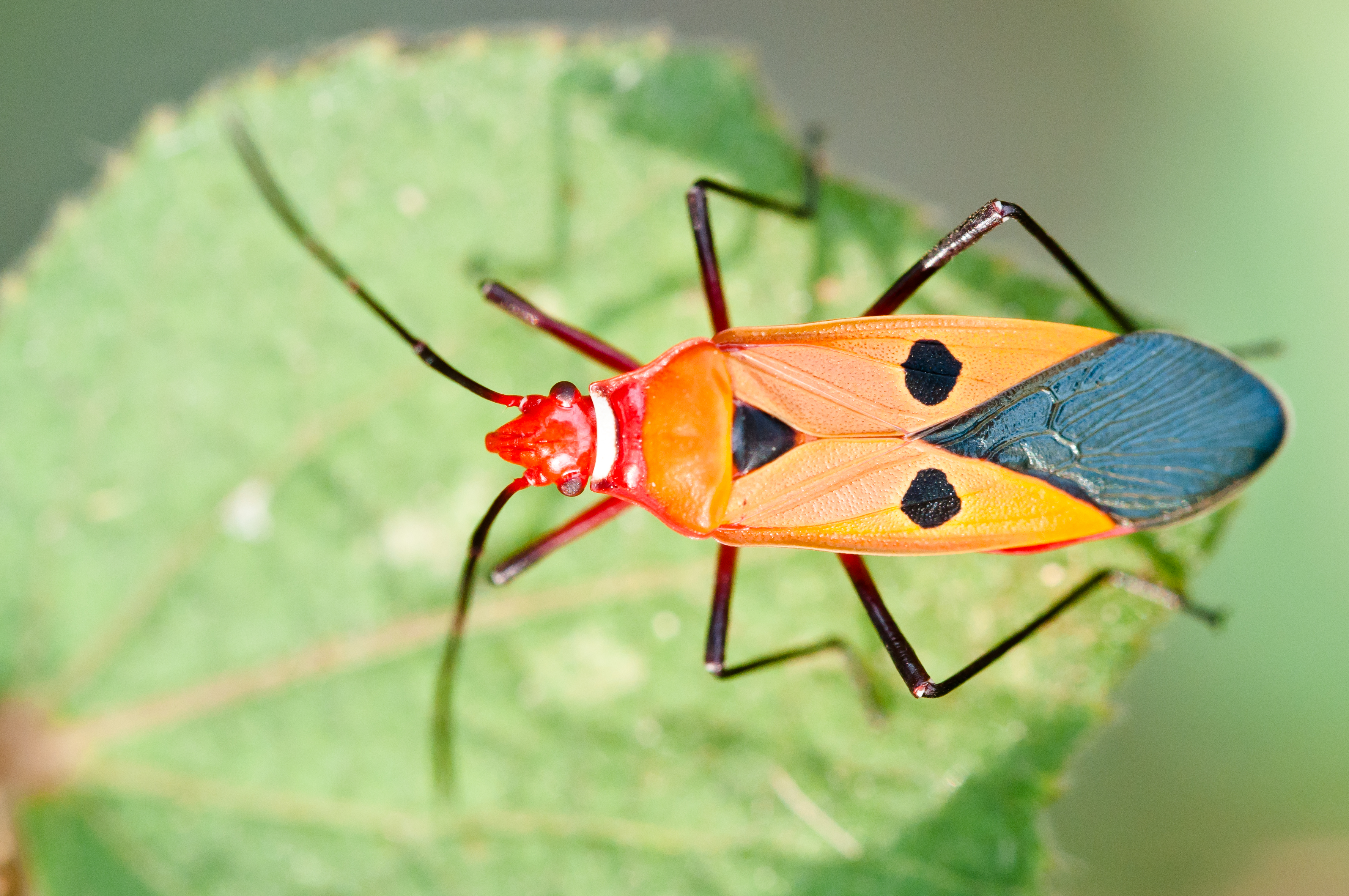
Dysdercus cingulatus, Kaeng Krachan Nationalpark, Thailand
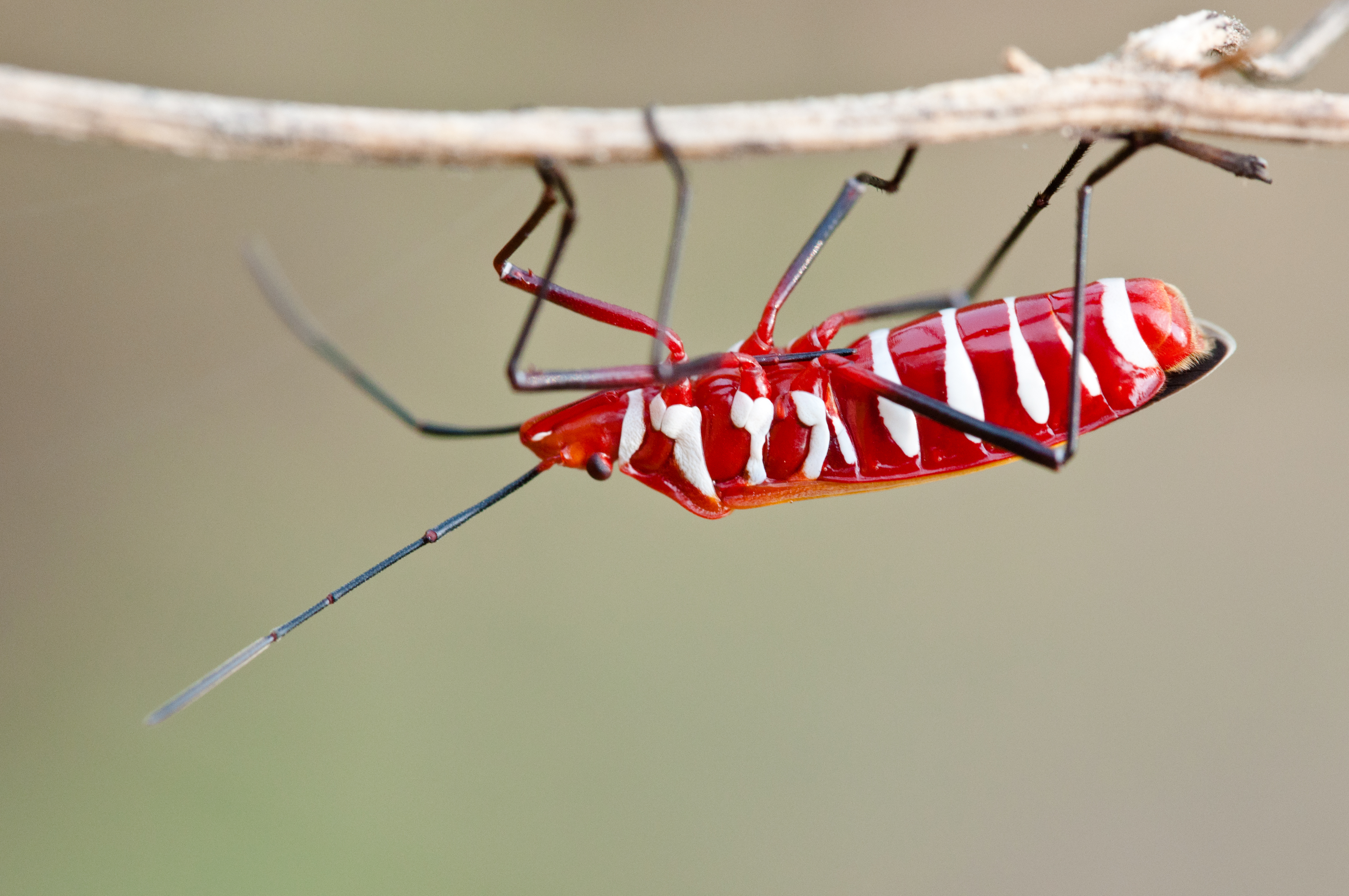
Dysdercus cingulatus, Kaeng Krachan Nationalpark, Thailand